# 劉慧斐
劉慧斐（りゅう けいひ、478年 - 536年）は、南朝梁の隠者。字は文宣。本貫は彭城郡。

## 経歴
若くして博学で、文章を作ることができた。安成王法曹行参軍を初任とした。建康に帰る途中に、尋陽郡に立ち寄って廬山に遊び、処士の張孝秀と語らって、隠棲の志を抱いた。以降は官に仕えず、東林寺に住んだ。さらに山北に園所を構えて、離垢園と呼んだ。このため当時の人は慧斐のことを離垢先生と呼ぶようになった。
慧斐は仏典に明るく、篆書や隷書にたくみで、山において仏経2000巻あまりを手写し、常に100巻あまりを暗唱していた。晋安王蕭綱は江州刺史となると、慧斐に肘掛け椅子と杖を贈った。湘東王蕭繹や武陵王蕭紀らは手紙による連絡を絶やすことがなかった。
大同2年（536年）、慧斐は死去した。享年は59。

## 伝記資料
- 『梁書』巻51 列伝第45
- 『南史』巻76 列伝第66